# Høgskolen i Østfold
Høgskolen i Østfold är en norsk statlig högskola i Østfold fylke. Høgskolen etablerades 1994 och är resultatet av en sammanslagning av fem skolor. Høgskolen i Østfold har sina två campus i Fredrikstad och Halden. Høgskolen i Østfold har förkortning HiØ. Eftersom man på engelska inte använder Ø används i vissa fall förkortningen HiOF.

## Institutioner och campus

### Campus Halden
Ligger i Remmen, Halden.
- Fakultet för informationsteknik
- Lärarutbildning
- Fakultet för ekonomi, språk och samhällsvetenskap

### Campus Fredrikstad
Ligger i Bjølstad på Kråkerøy.
- Fakultet för hälsa och välfärd
- Fakultet för ingenjörsvetenskap
- Akademi för scenkonst

## Personer

### Rektor
- 2012–2019 Hans Andreas Blom [1]
- 1 juli 2019– Lars-Petter Jelsness-Jørgensen [2]